# Академическая гребля на летних Олимпийских играх 2000 — двойки парные (мужчины)
Соревнования среди двоек парных по академической гребле среди мужчин на летних Олимпийских играх 2000 прошли с 17 по 23 сентября в международном центре регаты в Сиднее. В соревновании приняли участие 32 спортсмена из 16 стран.
Действующие олимпийские чемпионы из Италии Давиде Тиццано и Агостино Аббаньяле не участвовали в соревнованиях. Тиццано после Игр в Атланте завершил международную спортивную карьеру, а Аббаньяле выступал в Сиднее в соревнованиях четвёрок парных и завоевал в её составе очередную золотую медаль.
Олимпийскими чемпионами 2000 года стали действующие чемпионы мира и обладатели лучшего мирового времени словенцы Лука Шпик и Изток Чоп. Серебряные награды завоевали норвежцы Олаф Туфте и Фредрик Беккен. Сборная Норвегии на вторых Играх подряд становится обладателем серебра. В Атланте второе место заняли Хьетиль Ундсет и Стеффен Стёрсет. Бронзовые медали завоевали представители Италии Джованни Калабрезе и Никола Сартори.

## Призёры
| Золото                           | Серебро                                | Бронза                                       |
| Словения · Лука Шпик · Изток Чоп | Норвегия · Олаф Туфте · Фредрик Беккен | Италия · Джованни Калабрезе · Никола Сартори |

## Рекорды
До начала летних Олимпийских игр 2000 года лучшее мировое и олимпийское время были следующими:
| Мировой рекорд     | Словения Лука Шпик, Изток Чоп        | 6:04,37 | Сент-Катаринс | 28 августа 1999 |
| Олимпийский рекорд | Норвегия · Альф Хансен, Франк Хансен | 6:12,48 | Монреаль      | 23 июля 1976    |

По итогам соревнований ни один из экипажей не смог превзойти данные результаты.

## Расписание
| Дата        | Время | Раунд                  |
| ----------- | ----- | ---------------------- |
| 17 сентября | 11:00 | Предварительные заезды |
| 19 сентября | 10:40 | Отборочный заезд       |
| 21 сентября | 09:30 | Полуфиналы             |
| 22 сентября | 11:00 | Финал B                |
| 23 сентября | 10:10 | Финал A                |

## Результаты

### Предварительный этап
Победители каждого заезда напрямую проходили в полуфинал соревнований. Все остальные спортсмены попадали в отборочный этап, где были разыграны ещё девять мест в полуфиналах.

#### Заезд 1
| Место | Спортсмены                     | Страна   | Время   | Отставание | Примечания |
| ----- | ------------------------------ | -------- | ------- | ---------- | ---------- |
| 1     | Тибор Петё Акош Халлер         | Венгрия  | 6:28,33 | +0,00      | SF         |
| 2     | Адам Король Марек Кольбович    | Польша   | 6:31,91 | +3,58      | R          |
| 3     | Фредерик Коваль Адриан Арди    | Франция  | 6:32,69 | +4,36      | R          |
| 4     | Тодд Халлетт Доминик Сейтерль  | Канада   | 6:35,41 | +7,08      | R          |
| 5     | Иван Юкич Тихомир Ярньевич     | Хорватия | 6:39,69 | +11,36     | R          |
| 6     | Маурисио Монтесерин Хайме Риос | Испания  | 6:42,69 | +14,36     | R          |

#### Заезд 2
| Место | Спортсмены                        | Страна   | Время   | Отставание | Примечания |
| ----- | --------------------------------- | -------- | ------- | ---------- | ---------- |
| 1     | Лука Шпик Изток Чоп               | Словения | 6:24,92 | +0,00      | SF         |
| 2     | Джованни Калабрезе Никола Сартори | Италия   | 6:33,11 | +8,19      | R          |
| 3     | Генри Нузум Майк Ферри            | США      | 6:37,81 | +12,89     | R          |
| 4     | Леонид Гулов Андрей Шилин         | Эстония  | 6:41,74 | +16,82     | R          |
| 5     | Бертиль Самуэльсон Бо Калисан     | Дания    | 6:58,88 | +33,96     | R          |

#### Заезд 3
| Место | Спортсмены                            | Страна   | Время   | Отставание | Примечания |
| ----- | ------------------------------------- | -------- | ------- | ---------- | ---------- |
| 1     | Олаф Туфте Фредрик Беккен             | Норвегия | 6:25,63 | +0,00      | SF         |
| 2     | Себастьян Майер Штефан Рёнерт         | Германия | 6:34,66 | +9,03      | R          |
| 3     | Константин Зайцев Константин Проненко | Украина  | 6:38,06 | +12,43     | R          |
| 4     | Йоэннис Эрнандес Йосбель Мартинес     | Куба     | 6:40,27 | +14,64     | R          |
| 5     | Хуа Линцзюнь Лян Хунмин               | Китай    | 6:50,94 | +25,31     | R          |

### Отборочный этап
Первые три экипажа из каждого заезда проходили в полуфинал соревнований. Остальные гребцы выбывали из борьбы за медали и квалифицировались в финал C, где распределяли места с 13-го по 16-е.

#### Заезд 1
| Место | Спортсмены                        | Страна   | Время   | Отставание | Примечания |
| ----- | --------------------------------- | -------- | ------- | ---------- | ---------- |
| 1     | Адам Король Марек Кольбович       | Польша   | 6:32,30 | +0,00      | SF         |
| 2     | Генри Нузум Майк Ферри            | США      | 6:34,56 | +2,26      | SF         |
| 3     | Йоэннис Эрнандес Йосбель Мартинес | Куба     | 6:35,76 | +3,46      | SF         |
| 4     | Иван Юкич Тихомир Ярньевич        | Хорватия | 6:43,60 | +11,30     | FC         |

#### Заезд 2
| Место | Спортсмены                            | Страна  | Время   | Отставание | Примечания |
| ----- | ------------------------------------- | ------- | ------- | ---------- | ---------- |
| 1     | Джованни Калабрезе Никола Сартори     | Италия  | 6:25,98 | +0,00      | SF         |
| 2     | Бертиль Самуэльсон Бо Калисан         | Дания   | 6:30,87 | +4,89      | SF         |
| 3     | Константин Зайцев Константин Проненко | Украина | 6:33,23 | +7,25      | SF         |
| 4     | Тодд Халлетт Доминик Сейтерль         | Канада  | 6:35,04 | +9,06      | FC         |

#### Заезд 3
| Место | Спортсмены                     | Страна   | Время   | Отставание | Примечания |
| ----- | ------------------------------ | -------- | ------- | ---------- | ---------- |
| 1     | Себастьян Майер Штефан Рёнерт  | Германия | 6:27,58 | +0,00      | SF         |
| 2     | Фредерик Коваль Адриан Арди    | Франция  | 6:31,28 | +3,70      | SF         |
| 3     | Леонид Гулов Андрей Шилин      | Эстония  | 6:35,09 | +7,51      | SF         |
| 4     | Хуа Линцзюнь Лян Хунмин        | Китай    | 6:43,64 | +16,06     | FC         |
| 5     | Маурисио Монтесерин Хайме Риос | Испания  | 6:46,50 | +18,92     | FC         |

### Полуфиналы
Первые три экипажа из каждого заезда проходили в финал A, а остальные спортсмены попадали в финал B, где разыгрывали места с 7-го по 12-е.

#### Заезд 1
| Место | Спортсмены                    | Страна   | Время   | Отставание | Примечания |
| ----- | ----------------------------- | -------- | ------- | ---------- | ---------- |
| 1     | Лука Шпик Изток Чоп           | Словения | 6:16,41 | +0,00      | FA         |
| 2     | Себастьян Майер Штефан Рёнерт | Германия | 6:20,40 | +3,99      | FA         |
| 3     | Тибор Петё Акош Халлер        | Венгрия  | 6:23,81 | +7,40      | FA         |
| 4     | Генри Нузум Майк Ферри        | США      | 6:28,49 | +12,08     | FB         |
| 5     | Леонид Гулов Андрей Шилин     | Эстония  | 6:38,75 | +22,34     | FB         |
| 6     | Бертиль Самуэльсон Бо Калисан | Дания    | 6:40,11 | +23,70     | FB         |

#### Заезд 2
| Место | Спортсмены                            | Страна   | Время   | Отставание | Примечания |
| ----- | ------------------------------------- | -------- | ------- | ---------- | ---------- |
| 1     | Олаф Туфте Фредрик Беккен             | Норвегия | 6:23,50 | +0,00      | FA         |
| 2     | Джованни Калабрезе Никола Сартори     | Италия   | 6:24,99 | +1,49      | FA         |
| 3     | Адам Король Марек Кольбович           | Польша   | 6:31,26 | +5,76      | FA         |
| 4     | Фредерик Коваль Адриан Арди           | Франция  | 6:32,09 | +8,59      | FB         |
| 5     | Константин Зайцев Константин Проненко | Украина  | 6:36,92 | +13,42     | FB         |
| 6     | Йоэннис Эрнандес Йосбель Мартинес     | Куба     | 6:40,71 | +17,21     | FB         |

### Финалы

#### Финал C
| Место | Спортсмен                      | Страна   | Время   | Отставание | Итоговое место |
| ----- | ------------------------------ | -------- | ------- | ---------- | -------------- |
| 1     | Тодд Халлетт Доминик Сейтерль  | Канада   | 6:28,61 | +0,00      | 13             |
| 2     | Иван Юкич Тихомир Ярньевич     | Хорватия | 6:31,78 | +3,17      | 14             |
| 3     | Хуа Линцзюнь Лян Хунмин        | Китай    | 6:36,97 | +8,36      | 15             |
| 4     | Маурисио Монтесерин Хайме Риос | Испания  | 6:40,17 | +11,56     | 16             |

#### Финал B
| Место | Спортсмен                             | Страна  | Время   | Отставание | Итоговое место |
| ----- | ------------------------------------- | ------- | ------- | ---------- | -------------- |
| 1     | Фредерик Коваль Адриан Арди           | Франция | 6:20,72 | +0,00      | 7              |
| 2     | Генри Нузум Майк Ферри                | США     | 6:21,71 | +0,99      | 8              |
| 3     | Леонид Гулов Андрей Шилин             | Эстония | 6:22,78 | +2,06      | 9              |
| 4     | Бертиль Самуэльсон Бо Калисан         | Дания   | 6:23,20 | +2,48      | 10             |
| 5     | Константин Зайцев Константин Проненко | Украина | 6:27,24 | +6,52      | 11             |
| 6     | Йоэннис Эрнандес Йосбель Мартинес     | Куба    | 7:28,23 | +7,51      | 12             |

#### Финал A
Основными фаворитами финального заезда в двойках парных у мужчин считались действующие чемпионы мира из Словении Лука Шпик и Изток Чоп, а также его призёры немцы Себастьян Майер и Штефан Рёнерт, а также норвежцы Олаф Туфте и Фредрик Беккен. Экипажи из Словении и Норвегии выиграли оба своих заезда на предварительных стадиях.
Со старта заезда в лидеры выбились сборные Словении, Венгрии и Германии. К середине дистанции Шпик и Чоп увеличили отрыв от соперников и опережали, идущих вторыми итальянцев Калабрезе и Сарторина 1,65 с. Также борьбу за тройку призёров вели сборные Германии, Норвегии и Венгрии. На второй половине дистанции сборная Словении стала увеличивать отрыв и за 500 метров до финиша опережали итальянцев уже на 2,22 с. При этом к итальянским гребцам вплотную смогли подобраться норвежские спортсмены. Именно они показали лучший результат на заключительном отрезке и опередили сборную Италии в борьбе за серебро. Обладателями золотых медалей стали Лука Шпик и Изток Чоп.
| Место | Спортсмен                         | Страна   | Время   | Отставание |
| ----- | --------------------------------- | -------- | ------- | ---------- |
| 1     | Лука Шпик Изток Чоп               | Словения | 6:16,63 | +0,00      |
| 2     | Олаф Туфте Фредрик Беккен         | Норвегия | 6:17,98 | +1,35      |
| 3     | Джованни Калабрезе Никола Сартори | Италия   | 6:20,49 | +3,86      |
| 4     | Себастьян Майер Штефан Рёнерт     | Германия | 6:23,58 | +6,95      |
| 5     | Тибор Петё Акош Халлер            | Венгрия  | 6:27,04 | +10,41     |
| 6     | Адам Король Марек Кольбович       | Польша   | 6:32,11 | +15,48     |